# Son Gab-do
Son Gab-do, född den 12 juli 1960, är en sydkoreansk brottare som tog OS-brons i lätt flugviktsbrottning i fristilsklassen 1984 i Los Angeles. 